# Снукер в Таиланде
Снукер в Таиланде — самый развитый и популярный вид бильярда.

## История
В снукер в Таиланде начали играть ещё с первой половины XX века. Однако в 1935 году правительство страны приняло закон, согласно которому бильярд приравнивался к «второстепенным» азартным играм, и запретило несовершеннолетним играть в него. Тем не менее, снукер в стране продолжал развиваться, и в 1957 Тайской Торговой Ассоциацией был организован национальный чемпионат. Это был первый серьёзный турнир в Таиланде; до 1970 он проходил ежегодно. Затем наступил длительный перерыв, и чемпионат был возобновлён только в 1982-м англичанином Морисом Керром. В том соревновании участвовало 20 человек, а победил Вичиан Саенгтхонг. В том же году Керр основал национальную ассоциацию снукера и бильярда.
В 1983 в Сингапуре впервые был проведён чемпионат среди стран Юго-восточной Азии, который снова выиграл Саенгтхонг, причём по ходу турнира он сделал брейк в 143 очка. А в 1984, когда была создана Азиатская Федерация Бильярда и Снукера (сокр. ABSF, теперь носит название ACBS — конфедерация бильярдного спорта Азии), в Бангкоке прошёл чемпионат Азии по снукеру.
Однако только к середине 1980-х годов, преимущественно под спонсированием WPBSA, снукер начал активно развиваться в стране. Первый профессиональный турнир в Таиланде прошёл в 1984 году (Thailand Open); он же потом стал вторым, после Asian Open, рейтинговым профессиональным турниром в стране. На протяжении 1990-х прошла большая серия турниров с участием игроков топ-уровня, однако большинство из них были предназначены только для популяризации и развития игры в регионе, и поэтому турниры такого типа не входили в состав мэйн-тура.
Начиная с 80-х, на любительской и профессиональной арене появилось множество известных тайских снукеристов, лучшим из которых стал Джеймс Уоттана. Уоттана также до сих пор считается одним из лучших спортсменов страны вообще.
Сейчас в Таиланде продолжают регулярно проводиться различные турниры по снукеру, в частности, с изменёнными версиями игры. В 2011 в Бангкоке планируется провести командный Кубок мира. Однако в последнее время ведущие роли в азиатском снукере занял Китай.

## Игроки
Ниже приведён список тайских снукеристов с наиболее значимыми достижениями.
- Джеймс Уоттана
- Тай Пичит
- Танават Тирапонгпайбун
- Ноппадон Ноппачорн
- Акани Сонгсермсавад
- Тепчайя Ун-Нух

## Турниры

### Рейтинговые
- Thailand Open
- Asian Open

### Нерейтинговые (пригласительные, в том числе pro-am)
- Nescafe Extra Challenge
- World Champions v Asia Stars Challenge
- Kings Cup
- Top Rank Classic
- Thailand Masters
- Euro-Asia Snooker Masters Challenge
- Sangsom 6 Red World Grand Prix*

* Курсивом выделены турниры, проводящиеся до сих пор.

## Управление
Главная управленческая организация страны — ассоциация бильярдного спорта Таиланда (сокр. BSAT, раннее — тайская ассоциация бильярда и снукера). Её действующий президент и один из основателей — Синдху Пулсивиронг. В состав учредителей BSAT, кроме него, вошли ещё 6 человек.